# Algieria na Letnich Igrzyskach Olimpijskich 1980
Algierię na Letnich Igrzyskach Olimpijskich 1980, które odbyły się w Moskwie, reprezentowało 54 zawodników.
Był to czwarty start reprezentacji Algierii na letnich igrzyskach olimpijskich.

## Reprezentanci

### Boks
| Zawodnik            | Konkurencja | 1/16                         | 1/8                     | Ćwierćfinał             | Półfinał         | Finał            | Finał   |
| Zawodnik            | Konkurencja | Przeciwnik Wynik             | Przeciwnik Wynik        | Przeciwnik Wynik        | Przeciwnik Wynik | Przeciwnik Wynik | Miejsce |
| ------------------- | ----------- | ---------------------------- | ----------------------- | ----------------------- | ---------------- | ---------------- | ------- |
| Ahmed Saïd          | 48 kg       | wolny los                    | Lincoln Salcedo 297-288 | Ismail Mustafov 285-299 | NQ               | NQ               | 5.      |
| Boualem Bel Alouane | 63,5 kg     | Barrington Cambridge 300-286 | Ace Rusevski 281-300    | NQ                      | NQ               | NQ               | 9.      |

### Judo
| Zawodnik            | Konkurencja | 1/32             | 1/16             | 1/8              | Ćwierćfinał      | Półfinał         | Repasaż 1        | Repasaż 2        | Finał            | Finał   |
| Zawodnik            | Konkurencja | Przeciwnik Wynik | Przeciwnik Wynik | Przeciwnik Wynik | Przeciwnik Wynik | Przeciwnik Wynik | Przeciwnik Wynik | Przeciwnik Wynik | Przeciwnik Wynik | Pozycja |
| ------------------- | ----------- | ---------------- | ---------------- | ---------------- | ---------------- | ---------------- | ---------------- | ---------------- | ---------------- | ------- |
| Ahmed Moussa        | do 60 kg    | Brak informacji  | Brak informacji  | Brak informacji  | Brak informacji  | Brak informacji  | Brak informacji  | Brak informacji  | Brak informacji  | 13.     |
| Djillali Ben Brahim | do 71 kg    | Brak informacji  | Brak informacji  | Brak informacji  | Brak informacji  | Brak informacji  | Brak informacji  | Brak informacji  | Brak informacji  | 19.     |
| Berkane Adda        | do 78 kg    | Brak informacji  | Brak informacji  | Brak informacji  | Brak informacji  | Brak informacji  | Brak informacji  | Brak informacji  | Brak informacji  | 12.     |

### Lekkoatletyka
| Zawodnik             | Konkurencja           | Eliminacje | Eliminacje | Ćwierćfinał | Ćwierćfinał | Półfinał | Półfinał | Finał   | Finał   |
| Zawodnik             | Konkurencja           | Wynik      | Miejsce    | Wynik       | Miejsce     | Wynik    | Miejsce  | Wynik   | Miejsce |
| -------------------- | --------------------- | ---------- | ---------- | ----------- | ----------- | -------- | -------- | ------- | ------- |
| Mehdi Aidet          | 800 m                 | 1:50,4     | 3.         | —           | —           | 1:48,2   | 8.       | NQ      | NQ      |
| Derradji Harek       | 800 m                 | 1:49,9     | 5.         | —           | —           | 1:51,9   | 8.       | NQ      | NQ      |
| Mehdi Aidet          | 1500 m                | 3:43,86    | 2.         | —           | —           | 1:44,85  | 9.       | NQ      | NQ      |
| Derradji Harek       | 1500 m                | 3:45,29    | 8.         | —           | —           | NQ       | NQ       | NQ      | NQ      |
| Abderrahmane Morceli | 1500 m                | 3:45,96    | 7.         | —           | —           | NQ       | NQ       | NQ      | NQ      |
| El-Hachemi Abdenouz  | 5000 m                | 13:42,07   | 1.         | —           | —           | 14:15,85 | 12.      | NQ      | NQ      |
| Rachid Habchaoui     | 5000 m                | 13:59,85   | 9.         | —           | —           | NQ       | NQ       | NQ      | NQ      |
| Rachid Habchaoui     | 10000 m               | 29:12,9    | 6.         | —           | —           | —        | —        | NQ      | NQ      |
| Abdel Madjid Mada    | 10000 m               | 30:23,4    | 8.         | —           | —           | —        | —        | NQ      | NQ      |
| Lahcen Babaci        | 3000 m z przeszkodami | 8:38,68    | 7.         | —           | —           | 8:25,47  | 6.       | 8:31,80 | 11.     |
| Abdel Madjid Mada    | maraton               | —          | —          | —           | —           | —        | —        | DNF     | DNF     |

| Zawodnik          | Konkurencja | Kwalifikacje | Kwalifikacje | Finał    | Finał   |
| Zawodnik          | Konkurencja | Rezultat     | Miejsce      | Rezultat | Miejsce |
| ----------------- | ----------- | ------------ | ------------ | -------- | ------- |
| Othmane Belfaa    | skok wzwyż  | 2,05         | 13.          | NQ       | NQ      |
| Abdel Hamid Sahil | skok wzwyż  | 2,18         | 6.           | NQ       | NQ      |

### Piłka nożna
Tabela grupy
| Zespół    | Mecze | Z | R | P | GZ | GS | +/- | Pkt. |
| --------- | ----- | - | - | - | -- | -- | --- | ---- |
| NRD       | 3     | 2 | 1 | 0 | 7  | 1  | +6  | 5    |
| Algieria  | 3     | 1 | 1 | 1 | 4  | 2  | +2  | 3    |
| Hiszpania | 3     | 0 | 3 | 0 | 2  | 2  | 0   | 3    |
| Syria     | 3     | 0 | 1 | 2 | 0  | 8  | -8  | 1    |

Wyniki spotkań
Faza grupowa
| 20 lipca 1980 | Syria                                  | 0:3   | Algieria                                                             |                                                      |
| 20:00         |                                        | (0:1) | 36' Lakhdar Belloumi · 48' Rabah Madjer · 73' (k) Chaabane Merzekane | Stadion Dynama Mińsk, Mińsk Sędzia: Vojtech Christov |
| 20:00         | Riad Asfahani 44' · Mohamed Dahman 63' | (0:1) |                                                                      | Stadion Dynama Mińsk, Mińsk Sędzia: Vojtech Christov |

| 22 lipca 1980 | NRD                                                     | 1:0   | Algieria |                                                                                |
| 19:00         | Frank Terletzki 61'                                     | (0:0) |          | Stadion Olimpijski w Kijowie, Kijów Widzów: 70000 Sędzia: Romualdo Arppi Filho |
| 19:00         | 21' Bouzid Mahyouz · 29' Ali Fergani · 50' Rabah Madjer | (0:0) |          | Stadion Olimpijski w Kijowie, Kijów Widzów: 70000 Sędzia: Romualdo Arppi Filho |

| 24 lipca 1980 | Hiszpania                             | 1:1   | Algieria             |                                                     |
| 19:00         | Hipólito Rincón 38'                   | (1:0) | 63' Lakhdar Belloumi | Stadion Dynama Mińsk, Mińsk Sędzia: Eldar Azim Zade |
| 19:00         | Hipólito Rincón 65' · Jorge Lopez 87' | (1:0) | 42' Mahmoud Guendouz | Stadion Dynama Mińsk, Mińsk Sędzia: Eldar Azim Zade |

Ćwierćfinał
| 27 lipca 1980 | Jugosławia                                               | 3:0   | Algieria                                    |                                                     |
| 18:00         | Ante Miročević 5' · Miloš Šestić 19' · Zoran Vujović 70' | (2:0) |                                             | Stadion Dynama Mińsk, Mińsk Sędzia: Klaus Scheurell |
| 18:00         | Miloš Hrstić 23' · Ante Mirocevic 39'                    | (2:0) | 33' Chaabane Merzemane · 54' Bouzid Mahyouz | Stadion Dynama Mińsk, Mińsk Sędzia: Klaus Scheurell |

Skład
| Nr | Imię i nazwisko      | Data urodzenia (wiek) | Klub           | Pozycja |
| -- | -------------------- | --------------------- | -------------- | ------- |
| 1  | Mourad Amara         | 19.02.1959 (21)       | JS Kabylie     | B       |
| 2  | Mahmoud Guendouz     | 24.02.1953 (27)       | NA Hussein Dey | O       |
| 4  | Bouzid Mahyouz       | 13.01.1952 (28)       | MC Algier      | O       |
| 5  | Chaabane Merzekane   | 8.03.1959 (21)        | NA Hussein Dey | O       |
| 6  | Mohamed Khedis       | 29.02.1952 (28)       | NA Hussein Dey | O       |
| 7  | Rabah Madjer         | 15.12.1958 (21)       | NA Hussein Dey | N       |
| 8  | Ali Fergani          | 19.09.1952 (27)       | JS Kabylie     | P       |
| 9  | Tedj Bensaoula       | 25.12.1954 (25)       | MC Oran        | N       |
| 10 | Lakhdar Belloumi     | 29.12.1958 (21)       | MC Algier      | P       |
| 11 | Salah Assad          | 13.03.1958 (22)       | RC Kouba       | N       |
| 12 | Mohamed Rahmani      | 10.12.1958 (21)       | ES Sétif       | B       |
| 13 | Salah Larbès         | 6.09.1952 (27)        | JS Kabylie     | N       |
| 14 | Djamel Menad         | 19.07.1960 (20)       | CR Belouizdad  | N       |
| 15 | M'hamed Bouhalla     | 29.09.1954 (25)       | ASO Chlef      | N       |
| 16 | Abderrahmane Derouaz | 12.12.1955 (24)       | USM Algier     | O       |
| 17 | Hocine Yahi          | 25.04.1960 (20)       | CR Belouizdad  | P       |
| 18 | Mohamed Ouamar Ghrib | 24.06.1960 (20)       | JH Djazaïr     | P       |

Trener:  Mahieddine Khalef

### Piłka ręczna
Tabela grupy
Wyniki spotkań
Faza grupowa
| 20 lipca 198017:00 | Jugosławia | 22:18(12:10) | Algieria | Dynamo Arena, Moskwa |
| 20 lipca 198017:00 |            | 22:18(12:10) |          | Dynamo Arena, Moskwa |

| 22 lipca 198017:00 | Rumunia | 26:18(14:7) | Algieria | Sokolniki Arena, Moskwa |
| 22 lipca 198017:00 |         | 26:18(14:7) |          | Sokolniki Arena, Moskwa |

| 24 lipca 198018:30 | ZSRR | 33:10(16:3) | Algieria | Dynamo Arena, Moskwa |
| 24 lipca 198018:30 |      | 33:10(16:3) |          | Dynamo Arena, Moskwa |

| 26 lipca 198017:00 | Szwajcaria | 26:18(11:7) | Algieria | Sokolniki Arena, Moskwa |
| 26 lipca 198017:00 |            | 26:18(11:7) |          | Sokolniki Arena, Moskwa |

| 28 lipca 198017:00 | Kuwejt | 17:30(14:11) | Algieria | Dynamo Arena, Moskwa |
| 28 lipca 198017:00 |        | 17:30(14:11) |          | Dynamo Arena, Moskwa |

Mecz o 9. miejsce
| 30 lipca 198012:30 | Dania | 28:20(15:9) | Algieria | Dynamo Arena, Moskwa |
| 30 lipca 198012:30 |       | 28:20(15:9) |          | Dynamo Arena, Moskwa |

Skład
| Imię i nazwisko      | Data urodzenia | Klub         |
| -------------------- | -------------- | ------------ |
| Abdel Atif Bakir     | 18.05.1956     | MC Algier    |
| Abdel Atif Bergheul  |                | MC Algier    |
| Abdelkrim Bendjemil  | 5.12.1959      | MC Oran      |
| Abdel Krim Hamiche   | 29.09.1958     | MC Algier    |
| Abdel Madjid Slimani | 5.04.1959      | MC Algier    |
| Ahcen Djeffal        | 12.12.1952     | OC Algier    |
| Ahmed Farfar         | 7.01.1953      | OC Algier    |
| Ali Akacha           | 23.01.1954     | OC Algier    |
| Azzedine Bouzerar    | 7.07.1953      | OC Algier    |
| Kamel Hebri          |                | Algieria     |
| Mohamed Machou       | 25.06.1958     | Algieria     |
| Mouloud Mekhnache    |                | Nadit Algier |
| Omar Azzeb           | 07.07.1960     | MC Algier    |
| Rashid Mokhrani      | 07.06.1960     | MC Algier    |

### Pływanie
| Zawodnik                                                     | Konkurencja        | Eliminacje | Eliminacje | Półfinał | Półfinał | Finał          | Finał          |
| Zawodnik                                                     | Konkurencja        | Czas       | Miejsce    | Czas     | Miejsce  | Czas           | Miejsce        |
| ------------------------------------------------------------ | ------------------ | ---------- | ---------- | -------- | -------- | -------------- | -------------- |
| Mohamed Halimi                                               | 100 m dowolnym     | 55,16      | 7.         | NQ       | NQ       | NQ             | NQ             |
| Reda Yadi                                                    | 200 m dowolnym     | 2:06,26    | 7.         | NQ       | NQ       | NQ             | NQ             |
| Djamel Yahiouche                                             | 100 m klasycznym   | 1:13,62    | 5.         | NQ       | NQ       | NQ             | NQ             |
| Djamel Yahiouche                                             | 200 m klasycznym   | 2:41,65    | 7.         | NQ       | NQ       | NQ             | NQ             |
| Djamel Yahiouche                                             | 100 m motylkowym   | 1:00,01    | 5.         | NQ       | NQ       | NQ             | NQ             |
| Djamel Yahiouche                                             | 200 m motylkowym   | 2:12,65    | 7.         | NQ       | NQ       | NQ             | NQ             |
| Abdelhakim Bitat Reda Yadi Mohamed Bendahmane Mohamed Halimi | 4 × 200 m dowolnym | 8:23,22    | 12.        | —        | —        | Nie awansowali | Nie awansowali |

### Podnoszenie ciężarów
| Zawodnik      | Konkurencja | Rwanie | Rwanie  | Podrzut | Podrzut | Razem | Pozycja |
| Zawodnik      | Konkurencja | Wynik  | Pozycja | Wynik   | Pozycja | Razem | Pozycja |
| ------------- | ----------- | ------ | ------- | ------- | ------- | ----- | ------- |
| Ahmed Tarbi   | do 59 kg    | 105    | 8.      | 135     | 11.     | 240   | 11.     |
| Mohamed Gouni | do 64 kg    | 107,5  | 12.     | 140     | 9.      | 247,5 | 11.     |
| Omar Yousfi   | do 100 kg   | 140    | 14.     | 180     | 12.     | 320   | 13.     |

### Szermierka
| Zawodnik    | Konkurencja          | Faza grupowa I      | Faza grupowa I      | Faza grupowa I          | Faza grupowa I   | Faza grupowa I | Faza grupowa II  | Runda eliminacyjna | Faza finałowa    | Pozycja |
| Zawodnik    | Konkurencja          | Przeciwnik Wynik    | Przeciwnik Wynik    | Przeciwnik Wynik        | Przeciwnik Wynik | Pozycja        | Przeciwnik Wynik | Przeciwnik Wynik   | Przeciwnik Wynik | Pozycja |
| ----------- | -------------------- | ------------------- | ------------------- | ----------------------- | ---------------- | -------------- | ---------------- | ------------------ | ---------------- | ------- |
| Tahar Hamou | floret indywidualnie | Daniel Haddad W 5-2 | István Szelei P 3-5 | Volodymyr Smyrnov P 2-5 | Adam Robak P 3-5 | 4              | NQ               | NQ                 | NQ               | 28.     |

### Zapasy
Styl wolny
| Zawodnik          | Konkurencja | Kwalifikacje             | 1/8                                | Ćwierćfinał                       | Półfinał         | Repesaż 1        | Repesaż 2        | Finał            | Finał   |
| Zawodnik          | Konkurencja | Przeciwnik Wynik         | Przeciwnik Wynik                   | Przeciwnik Wynik                  | Przeciwnik Wynik | Przeciwnik Wynik | Przeciwnik Wynik | Przeciwnik Wynik | Pozycja |
| ----------------- | ----------- | ------------------------ | ---------------------------------- | --------------------------------- | ---------------- | ---------------- | ---------------- | ---------------- | ------- |
| Mohamed Hachaichi | -52 kg      | Nguyễn Kim Thiềng W 15-8 | Koce Efremov P przed czasem        | Anatoly Beloglazov P przed czasem | NQ               | —                | —                | NQ               | AC      |
| Saïd Admane       | -68 kg      | Octavian Duşa P DQ       | Stanisław Chiliński P przed czasem | NQ                                | NQ               | —                | —                | NQ               | AC      |

Styl klasyczny
| Zawodnik        | Konkurencja | Runda I                    | Runda II              | Runda III        | Runda IV         | Runda V          | Finał            | Finał            | Finał   |
| Zawodnik        | Konkurencja | Przeciwnik Wynik           | Przeciwnik Wynik      | Przeciwnik Wynik | Przeciwnik Wynik | Przeciwnik Wynik | Przeciwnik Wynik | Przeciwnik Wynik | Pozycja |
| --------------- | ----------- | -------------------------- | --------------------- | ---------------- | ---------------- | ---------------- | ---------------- | ---------------- | ------- |
| Mohamed Moualek | -68 kg      | Károly Gaál P przed czasem | Suren Nalbandyan P DQ | NQ               | NQ               | NQ               | NQ               | NQ               | AC      |